# Pterotricha conspersa
Pterotricha conspersa är en spindelart som först beskrevs av O. Pickard-Cambridge 1872.  Pterotricha conspersa ingår i släktet Pterotricha och familjen plattbuksspindlar. Inga underarter finns listade i Catalogue of Life.